# Interop Tokyo
Interop Tokyo（インターロプ・とうきょう）とは、首都圏における、ネットワーク・インフラストラクチャー技術、製品、またそれらを用いたソリューションサービスについての展示会である。近年は毎年6月初旬～中旬に幕張メッセで開催されている。

## 開催概要
国内および海外を代表するネットワーク関連企業および団体が参加し、参加時点での先端技術や新製品を発表してデモンストレーションする。また企業トップやキーパーソンによる講演やセミナー（コンファレンス）もおこなわれる。デジタル・コンテンツに特化した IMC Tokyo 、デジタルサイネージの専門展であるデジタルサイネージ ジャパンも幕張メッセにて同時開催される。
1994年～2005年はNetWorld+Interop Tokyoという名称で開催されていた。
「コンファレンス」「展示会」から構成されており、また、会場内にはその時々のトレンドを反映したShowNetと呼ばれる独自のネットワークが構築され、これも展示物として大きな見どころの一つである。
- コンファレンス：4日間（火曜～金曜）
- 展示会：3日間（水曜～金曜）

主催
Interop Tokyo 実行委員会
運営
財団法人インターネット協会、株式会社ナノオプト・メディア
後援
総務省、経済産業省、千葉県、千葉市、在日カナダ大使館、在日米国大使館、独立行政法人 情報処理推進機構、

独立行政法人 新エネルギー・産業技術総合開発機構（NEDO）、独立行政法人 中小企業基盤整備機構、

独立行政法人日本貿易振興機構（ジェトロ）、社団法人 関東ニュービジネス協議会、社団法人コンピュータソフトウェア協会、

社団法人情報サービス産業協会、社団法人 テレコムサービス協会、社団法人 電気通信事業者協会、

社団法人 日本インターネットプロバイダー協会、社団法人 日本経済団体連合会、社団法人 日本情報システム・ユーザー協会、

社団法人日本ネットワークインフォメーションセンター、一般社団法人 情報通信技術委員会、

一般社団法人 モバイル・コンテンツ・フォーラム、一般社団法人モバイルブロードバンド協会、

財団法人全国地域情報化推進協会、財団法人ソフトピアジャパン、財団法人デジタルコンテンツ協会、

財団法人電気通信端末機器審査協会、財団法人マルチメディア振興センター、財団法人流通システム開発センター、

一般財団法人日本電子商取引事業振興財団、特定非営利活動法人 ITコーディネータ協会、

特定非営利活動法人 ASP・SaaS・クラウド コンソーシアム、特定非営利活動法人 スキル標準ユーザー協会 、

特定非営利活動法人日本データセンター協会、特定非営利活動法人日本ネットワークセキュリティ協会、 

RIAコンソーシアム、 IPv6普及・高度化推進協議会、インターネットITS協議会、

クライメート・セイバーズ・コンピューティング・イニシアチブ、グローバルクラウド基盤連携技術フォーラム（GICTF）、

グリーンIT推進協議会、国際CIO学会、次世代EDI推進協議会、ジャパン・クラウド・コンソーシアム、日本CIO協会、

日本商工会議所、 World Wide Web Consortium(W3C)

※2011年度実績
特別協力
WIDEプロジェクト

## 沿革
- 1994年7月25日～7月29日：NetWorld+Interop 94' Tokyoを幕張メッセで開催（第1回開催である）
- 2006年6月5日～6月9日：NetWorld+Interop Tokyoから、Interop Tokyoに改称。Interop Tokyo 2006として開催。